# Vaskův komplex
Vaskův komplex je triviální název komplexní sloučeniny se systematickým názvem (SP-4-1)-karbonylchloridobis(trifenylfosfan)iridium(I). Molekula této látky má čtvercovou rovinnou geometrii s centrem tvořeným atomem iridia, na které jsou ve vzájemné poloze trans navázány dva trifenylfosfinové ligandy, oxid uhelnatý a chloridový anion. Komplex vykazuje diamagnetické vlastnosti. Poprvé jej popsali J. W. DiLuzio a Lauri Vaska v roce 1961. Vaskův komplex se může účastnit oxidačních adicí a mohou se na něj vratně vázat molekuly O2.

## Příprava
Vaskův komplex se připravuje zahříváním některého z chloridů iridia s trifenylfosfinem a zdrojem oxidu uhelnatého. Při nejpoužívanější metodě přípravy se jako rozpouštědlo používá dimethylformamid, do kterého se někdy za účelem urychlení reakce přidává anilin; jako rozpouštědlo lze také použít 2-methoxyethanol. Reakce se obvykle provádí v dusíkové atmosféře. Trifenylfosfin slouží jak jako ligand, tak i jako redukční činidlo, karbonylový ligand se vytvoří rozkladem dimethylformamidu. Níže je uvedena možná rovnice reakce:
IrCl3(H2O)3 + 3 P(C6H5)3 + HCON(CH3)2 + C6H5NH2 → IrCl(CO)[P(C6H5)3]2 + [(CH3)2NH2]Cl + OP(C6H5)3 + [C6H5NH3]Cl + 2 H2O
Nejčastějšími zdroji iridia pro přípravu Vaskova komplexu jsou chlorid iriditý a H2IrCl6.

## Reakce
Vaskův komplex je možné využít k homogenní katalýze. S 16 valenčními elektrony je označován jako „koordinačně nenasycený“ komplex a tak se na něj mohou navázat dva jednoelektronové nebo jeden dvouelektronový ligand, čímž se s 18 elektrony stane koordinačně nasyceným. Toto přidáním dvou elektronů se nazývá oxidační adice. Při této oxidační adici se oxidační číslo iridia zvýší z I na III. Tetrakoordinovaná čtvercová struktura v původním komplexu se změní na osmistěnnou a hexakoordinovanou. Vaskův komplex vstupuje do oxidačních adicí s běžnými oxidačními činidly, jako jsou halogeny, silné kyseliny, jako například HCl a i jiné látky, které mohou fungovat jako elektrofily, například jodmethan (CH3I).
Vaskův komplex na sebe vratně váže kyslík:
IrCl(CO)[P(C6H5)3]2 + O2 ⇌ IrCl(CO)[P(C6H5)3]2O2
Dikyslíkový ligand se na něj váže oběma atomy kyslíku a uvolnit jej lze zahřátím nebo přidáním inertního plynu; odstranění ligandu se projeví změnou barvy z oranžové na žlutou.

## Spektroskopie
Produkty oxidačních adicí katalyzovaných Vaskovým komplexem lze analyzovat pomocí infračervené spektroskopie, protože tyto reakce vykazují charakteristické posuny frekvencí vibrací vazby u navázaného oxidu uhelnatého. Frekvence těchto vibrací byly popsány v odborném tisku.
- Vaskův komplex: 1967 cm−1
- Vaskův komplex + O2: 2015 cm−1
- Vaskův komplex + CH3I: 2047 cm−1
- Vaskův komplex + I2: 2067 cm−1

Oxidační adicí u Vaskova komplexu vznikají iridité sloučeniny a dochází přitom k  redukci pí vazeb C-Ir, což způsobuje nárůst frekvence natahování karbonylové vazby. Přesné hodnoty této frekvence závisí na použitém ligandu, u iriditých komplexů vždy však přesahují 2000 cm−1.